# Islandia en los Juegos Olímpicos de Pekín 2008
Islandia estuvo representada en los Juegos Olímpicos de Pekín 2008 por un total de 27 deportistas que compitieron en 5 deportes.  
El portador de la bandera en la ceremonia de apertura fue el nadador Örn Arnarson.

## Medallistas
El equipo olímpico islandés obtuvo las siguientes medallas:
| Nombre | Deporte   | Competición |
| ------ | --------- | ----------- |
| Oro    |           |             |
| —      |           |             |
| Plata  |           |             |
| Equipo | Balonmano | Torneo M    |
| Bronce |           |             |
| —      |           |             |